# Jorgji Çako
Jorgji Çako lub Gjergj Çako (ur. 1848 w Sheperze, zm. 12 czerwca 1934 we Wlorze) – albański prawnik, minister finansów Albanii w latach 1913-1914.

## Życiorys
Ukończył studia prawnicze w Atenach. Mieszkał następnie w Stambule, gdzie do końca wojen bałkańskich w 1913 roku pracował jako radca prawny dla jednego z osmańskich przedsiębiorstw kolejowych.
Od października 1913 do 22 stycznia 1914 był ministrem finasów Albanii.